# فیش کمپ (کالیفرنیا)
فیش کمپ (به انگلیسی: Fish Camp) یک منطقهٔ مسکونی در ایالات متحده آمریکا است که در شهرستان ماریپوزا، کالیفرنیا واقع شده‌است. فیش کمپ ۲٫۳۴۸ کیلومتر مربع مساحت و ۵۹ نفر جمعیت دارد و ۱٬۵۴۳ متر بالاتر از سطح دریا واقع شده‌است.